# (73851) 1996 TK62
(73851) 1996 TK62 – planetoida z pasa głównego asteroid okrążająca Słońce w ciągu 5,7 lat w średniej odległości 3,19 j.a. Odkryta 6 października 1996 roku.